# 러시아의 테러리즘
러시아의 테러리즘은 러시아 제국 시대로 거슬러 올라가는 오랜 역사를 가지고 있다. 현대적 의미의 테러리즘은 극심한 공포를 조성하여 정치적 또는 이념적 목표를 달성하기 위해 민간인을 대상으로 하는 폭력을 의미한다.
테러리즘은 20세기 초 마르크스주의 혁명가들이 사회, 정치, 경제 체제를 교란하고 반란군이 차르 정부를 무너뜨릴 수 있도록 사용한 중요한 도구였다. 칼 카우츠키 및 볼셰비키 역사학자들에 따르면, 인질극과 같은 테러 전술은 특히 적색 테러 및 대숙청 캠페인 동안 소련 비밀 기관에 의해 자국민을 대상으로 광범위하게 사용되었다.
20세기 말부터 러시아에서는 부됴놉스크 병원 인질극, 1999년 아파트 폭탄 테러, 모스크바 극장 인질극, 베슬란 학교 인질극, 그리고 가장 최근에는 크로쿠스 시티홀 테러와 2024년 다게스탄 공격과 같은 주요 테러 활동이 일어났다. 러시아의 주요 도시와 체첸 공화국 및 다게스탄 공화국 지역에서도 더 많은 테러 행위가 발생했다.

## 19세기
독일 사회민주주의자 카를 카우츠키는 러시아 제국에서 발생한 테러를 포함하여 테러리즘의 기원을 프랑스 혁명의 "공포 정치"로 거슬러 올라간다. 다른 이들은 19세기 러시아 혁명 운동, 특히 수천 명의 추종자를 포함했던 인민의 의지와 허무주의 운동의 역할을 강조한다. 인민의 의지는 역사상 최초의 정치 테러리즘 캠페인 중 하나를 조직했다. 1881년 3월, 이 조직은 20년 전에 농노를 해방시킨 알렉산드르 2세 러시아 황제를 암살했다.
이 단체들의 중요한 이데올로그는 미하일 바쿠닌과 표도르 도스토옙스키의 소설 악령에 묘사된 세르게이 네차예프였다. 네차예프는 혁명적 테러의 목적이 대중의 지지를 얻는 것이 아니라 오히려 일반 대중에게 비참함과 공포를 안겨 반란을 선동하는 것이라고 주장했다. 네차예프에 따르면, 혁명가는 반란을 선동하기 위해 민간인을 테러해야 한다. 그는 다음과 같이 썼다.
"혁명가는 경찰을 포함한 모든 사회 조직에 침투해야 한다. 그는 부유하고 영향력 있는 사람들을 착취하여 그들을 자신에게 종속시켜야 한다. 그는 일반 대중의 비참함을 악화시켜 그들의 인내심을 고갈시키고 반란을 선동해야 한다. 그리고 마지막으로, 그는 러시아의 유일한 진정한 혁명가인 폭력적인 범죄자의 야만적인 말과 동맹을 맺어야 한다."
"혁명가는 파멸될 운명이다. 그는 사적인 이익, 일, 감정, 관계, 재산 또는 심지어 자신만의 이름도 없다. 그의 존재 전체는 단 하나의 목적, 단 하나의 생각, 단 하나의 열정, 즉 혁명에 의해 삼켜진다. 마음과 영혼, 말뿐만 아니라 행동으로 그는 사회 질서와 전체 문명 세계, 즉 그 세계의 법률, 좋은 매너, 관습, 도덕과 모든 연결을 끊었다. 그는 그 세계의 무자비한 적이며 단 하나의 목적, 즉 그것을 파괴하기 위해 그곳에 계속 거주한다."
역사가이자 작가인 에드바르트 라진스키에 따르면, 네차예프의 사상과 전술은 이오시프 스탈린과 다른 러시아 혁명가들에 의해 광범위하게 사용되었다.

## 20세기 초

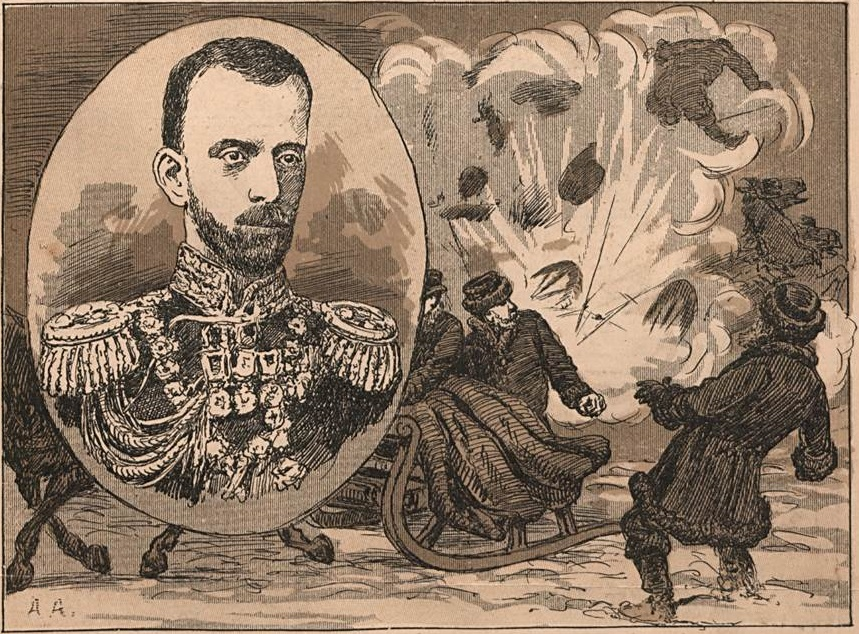
1905년 세르게이 알렉산드로비치 대공 암살

사회주의혁명당의 자치 지부로 1902년에 설립된 사회혁명당 전투 조직은 당의 정치적 행동을 위태롭게 하지 않기 위해 당과는 별개로 운영되었으며, 정부 관료 암살을 담당했다. 이 조직은 그리고리 게르슈니가 이끌었으며, 드미트리 시퍄긴과 V. K. 폰 플레베 내무부 장관, 세르게이 알렉산드로비치 대공 대공, 우파 (도시)의 주지사 N. M. 보그다노비치, 그리고 다른 많은 고위 관료들을 암살했다. 차르 체제 마지막 20년간(1897~1917) 테러 공격으로 총 17,000명 이상이 사망하거나 부상당한 것으로 추정된다.

## 소련

### 1977년 모스크바 폭탄 테러
1977년 1월 8일 모스크바에서 발생한 세 차례의 폭탄 테러로 7명이 사망하고 37명이 중상을 입었다. 아무도 폭탄 테러의 책임을 주장하지 않았지만, 국가보안위원회 조사와 비밀 재판 후 1979년 초 아르메니아 민족주의 조직원 3명이 사형되었다. 일부 소련 반체제 인사들은 이 폭탄 테러가 아르메니아 민족주의자들을 비난하기 위해 국가보안위원회가 조직했다고 주장했다.

### 국가 지원 국제 테러리즘
소련과 일부 동맹국들은 특히 냉전 기간 동안 여러 차례 국제 테러리즘을 지원했다.

## 러시아 연방

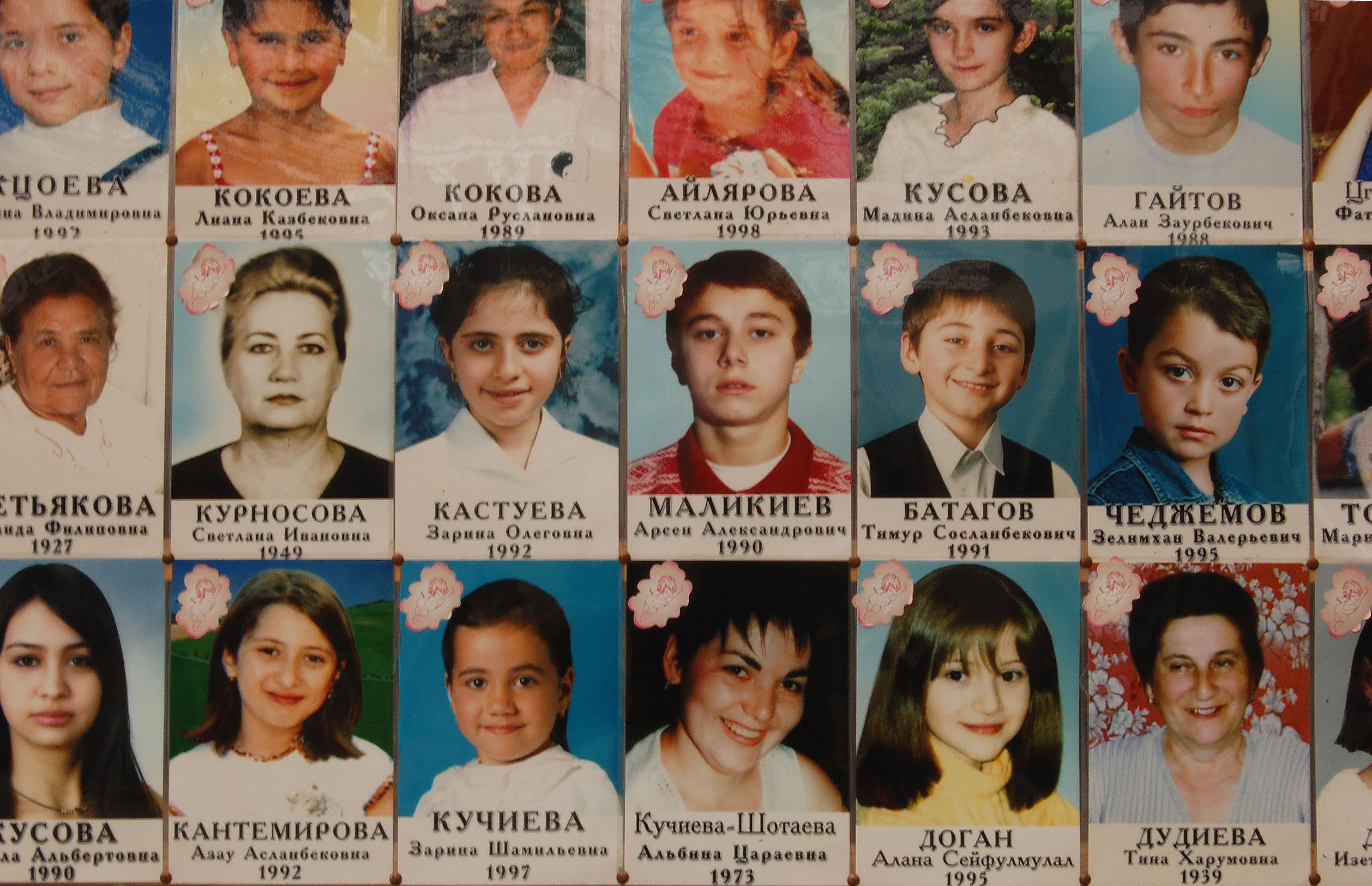
베슬란 학교 1번 체육관에서 사망한 인질들 사진

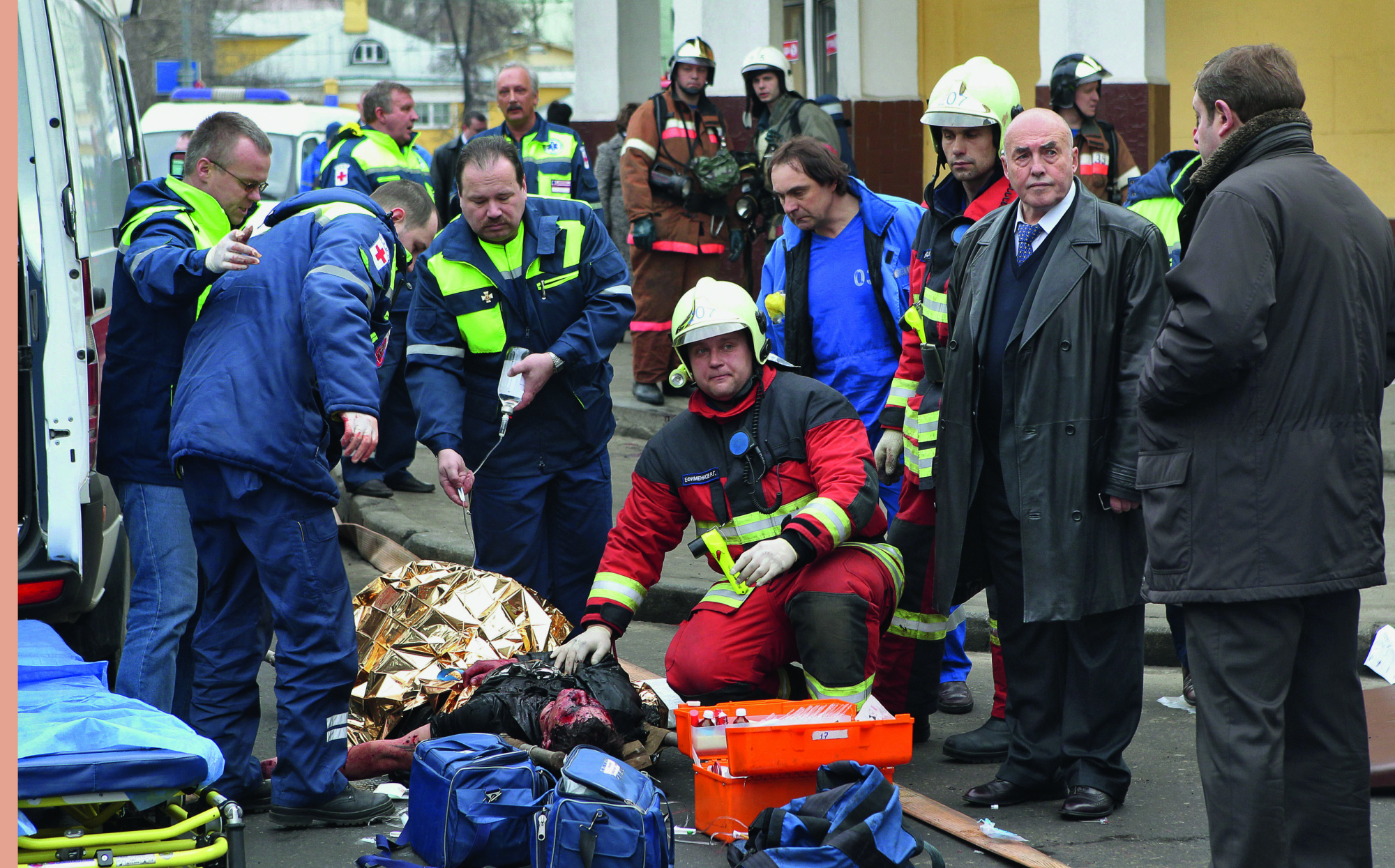
2010년 모스크바 지하철 폭탄 테러의 희생자

제1차 체첸 전쟁(1994~1996)과 제2차 체첸 전쟁(2000~2009)은 체첸 민족주의가 지하디즘으로 변모하는 것을 목격했다. 후년에는 분쟁이 체첸을 넘어 확장되어 다게스탄 공화국과 인구셰티야 공화국에서 지하디즘 운동을 고무시켰다. 제1차 체첸 전쟁 이후로 다양한 러시아 도시에서 지하디스트들의 공격이 여러 차례 발생했으며, 모스크바의 두브로프카 극장 인질극(2002년에 인질 130명을 포함하여 150명 이상 사망)과 북오세티야의 베슬란 학교 인질극(2004년에 어린이 186명을 포함하여 334명 사망)이 절정에 달했다. 그 외에도 공항, 모스크바 및 상트페테르부르크 지하철에서 수십 명의 사망자를 낸 수많은 유혈 지하디스트 테러 공격이 있었다.
현대 러시아에서 다른 유형의 테러리즘은 덜 중요하다 (신혁명 대안과 같은 급진 좌익 단체의 활동, 2006년 모스크바 시장 폭탄 테러와 러시아 민족주의자 전투 조직에 의한 암살과 같은 인종주의적 러시아 민족주의자들의 테러 공격).

### 1999년 러시아 아파트 폭탄 테러
1999년 러시아 아파트 폭탄 테러는 러시아에서 300명이 사망하고 1,700명 이상이 부상당한 일련의 폭탄 테러였다. 이 사건은 다게스탄 전쟁과 함께 국가를 제2차 체첸 전쟁으로 이끌었다. 네 차례의 폭탄 테러는 1999년 9월 초 부이나스크, 모스크바, 볼고돈스크 등 러시아 도시에서 발생했다.
폭탄 테러 이후 9월 22일 러시아 도시 랴잔의 한 아파트에서 폭탄으로 의심되는 물체가 발견되어 해체되었는데, 이는 러시아 보안기관인 FSB의 훈련이었다고 설명되어 논란을 빚었다.
폭탄 테러에 대한 공식 조사는 3년 후인 2002년에야 완료되었다. 용의자 7명이 사망했으며, 6명은 테러 관련 혐의로 유죄 판결을 받았고, 1명은 도주 중이다. 조사에 따르면 모스크바와 볼고돈스크 폭탄 테러는 카라차이 와하비파 그룹을 이끌던 아흐메즈 고치야예프가 조직하고 주도했으며, 부이나스크 폭탄 테러는 다른 다게스탄 와하비파 그룹이 조직하고 실행했다.
러시아 두마는 랴잔 사건에 대한 의회 조사를 위한 두 가지 동의를 거부했다. 두마 의원인 세르게이 코발료프가 의장을 맡은 폭탄 테러 독립 공공 위원회는 정부가 질의에 응하지 않아 무력화되었다. 코발료프 위원회의 주요 구성원 두 명인 세르게이 유셴코프와 유리 시체코치킨은 모두 두마 의원이었으며, 각각 2003년 4월과 2003년 7월에 암살당했다. 위원회 변호사 미하일 트레파시킨은 2003년 10월에 체포되어 러시아에서 가장 잘 알려진 정치범 중 한 명이 되었다.

### 21세기
2002
모스크바 극장 인질극(2002년 노르트-오스트 인질극으로도 알려짐)은 2002년 10월 23일 40~50명의 무장 체첸인들이 붐비는 두브로프카 극장을 점거하여 850명을 인질로 잡았고, 최소 170명의 사망자를 냈다.
2004
2월 6일 모스크바 시내 지하철에서의 자살 폭탄 테러로 41명이 사망했다. 8월 24일 도모데도보 공항에서 출발한 지 한 시간 이내에 두 대의 여객기가 동시에 자살 폭탄 테러로 추락하여 총 90명이 사망했다. 9월 1일 체첸 테러리스트들은 북오세티야의 베슬란 학교에서 1,000명 이상의 인질을 잡았다. 인질극은 9월 3일에 끝나면서 300명 이상이 사망했으며, 대부분이 어린아이였다.
2006
2006년 모스크바 시장 폭탄 테러는 2006년 8월 21일 모스크바의 체르키조프스키 시장에서 외국 상인들이 자주 찾는 곳에서 1kg 이상의 TNT에 해당하는 자체 제작 폭탄이 폭발하면서 발생했다. 이 폭탄 테러로 13명이 사망하고 47명이 부상당했다. 2008년에는 신나치주의 조직인 구세주의 조직원 8명이 이 공격에 가담한 혐의로 유죄 판결을 받았다.

#### 2010
2010년 3월, 이마라트 캅카스 및 알카에다와 연계된 두 명의 여성이 자살 폭탄 테러를 감행했다. 이 테러는 2010년 3월 29일 출근 시간대에 두 모스크바 지하철 역(루뱐카역 및 파르크 쿨투리역)에서 약 40분 간격으로 발생했다. 이로 인해 최소 38명이 사망하고 60명 이상이 부상당했다.

#### 2011
2011년 도모데도보 국제공항 테러는 2011년 1월 24일 모스크바주 도모데도프스키 구의 도모데도보 국제공항 국제선 도착 홀에서 발생한 자살 공격이었다.
이 폭탄 테러로 37명이 사망하고 173명이 부상당했으며, 이 중 86명은 입원해야 했다. 사상자 중 31명은 현장에서 사망했고, 3명은 병원에서, 1명은 병원 이송 중에 사망했으며, 1명은 2월 2일 혼수상태에 빠졌다가 사망했으며, 다른 1명은 중태로 입원했다가 2월 24일 사망했다.
러시아 연방수사위원회는 이후 자살 폭탄범이 북캅카스 출신의 20세 남성임을 밝히고, 이번 공격이 "무엇보다도" 외국인을 겨냥한 것이라고 밝혔다.

#### 2013
2013년 12월, 러시아 남부 볼고그라드주의 볼고그라드 시에서 이틀 간격으로 두 차례의 자살 폭탄 테러가 대중교통을 표적으로 삼아 총 34명이 사망했으며, 이 중에는 이마라트 캅카스 및 빌라야트 다게스탄과 연계된 두 명의 가해자도 포함되었다. 이 공격은 두 달 전 같은 도시에서 발생한 버스 폭탄 테러에 이어 발생했다.
2013년 10월 21일, 러시아 남부 볼고그라드주의 볼고그라드 시에서 버스 자살 폭탄 테러가 발생했다. 이 공격은 남편에 의해 이슬람으로 개종한 나이다 시라주디노브나 아시야로바(러시아어: Наида Сиражудиновна Асиялова)라는 여성 범인이 약 50명이 탑승한 버스 안에서 TNT 500~600그램이 들어있는 폭발 벨트를 터뜨려 민간인 7명을 살해하고 최소 36명에게 부상을 입혔다.

#### 2014
2014년 10월 5일, 옵티 무다로프(Opti Mudarov)라는 19세 남성이 그로즈니 시청에서 람잔 카디로프 체첸 대통령의 생일과 겹치는 그로즈니 시의 날 기념 행사에 참석했다. 경찰관들은 그가 이상하게 행동하는 것을 보고 멈춰 세웠다. 경찰관들이 그를 수색하기 시작하자 무다로프가 소지하고 있던 폭탄이 폭발했다. 자살 폭탄범과 함께 경찰관 5명이 사망했으며, 12명이 부상당했다.
2014년 12월 4일, 이슬람 무장 세력 세 그룹이 그로즈니 외곽 검문소에서 자신들을 멈춰 세우려던 교통 경찰관 세 명을 살해했다. 이 무장 세력은 시내 중심에 있는 언론 건물과 버려진 학교를 점거했다. 대테러 작전을 개시한 보안군은 장갑차를 사용하여 건물들을 습격하려 했고, 총격전이 벌어졌다.
경찰관 14명, 무장 세력 11명, 민간인 1명이 사망했다. 또한 경찰관 36명이 부상당했다. 언론 건물 또한 이 사건으로 불에 타 심하게 손상되었다.

#### 2015
메트로젯 9268편은 러시아 항공사 코갈리마비아 (메트로젯으로 브랜드화)가 운항하는 국제 전세 여객기였다. 2015년 10월 31일 현지 시각 06:13 (UTC 04:13)에, 이집트 샤름 엘 셰이크 국제공항을 출발하여 러시아 상트페테르부르크 풀코보 공항으로 향하던 에어버스 A321-231 항공기가 북부 시나이 상공에서 분해되었다. 탑승했던 217명의 승객과 7명의 승무원 전원이 사망했다.
추락 직후, 이전에 안사르 바이트 알마크디스로 알려졌던 이라크 레반트 이슬람국의 시나이 지부는 시나이 반란 근처에서 발생한 이 사건의 책임을 주장했다. ISIS는 X (소셜 네트워크)와 동영상, 그리고 이 단체의 시나이 지부 지도자인 아부 우사마 알 마스리의 성명을 통해 책임을 주장했다. ISIS는 온라인 잡지 다비크에 폭탄이라고 주장하는 사진을 게시했다.
2015년 11월 4일까지 영국과 미국 당국은 폭탄이 추락의 원인이라고 의심했다. 2015년 11월 8일, 이집트 조사팀의 익명 회원은 조사관들이 비행기가 폭탄에 의해 격추되었을 가능성을 "90퍼센트 확신한다"고 말했다. 수석 조사관 아이만 알 무카담은 추락의 다른 가능한 원인으로 제트 연료 폭발, 금속 피로, 리튬 이온 전지 과열을 언급했다. 러시아 연방보안국은 11월 17일, 비행 중 폭발한 최대 1 킬로그램 (2.2 lb)의 TNT에 해당하는 급조폭발물에 의한 테러 공격임을 확신한다고 발표했다. 러시아는 증거로 폭발물 잔해를 발견했다고 밝혔다. 2016년 2월 24일, 이집트 대통령 압둘팟타흐 시시는 테러가 추락의 원인임을 인정했다.

#### 2017
- 2017년 4월 3일, 상트페테르부르크 지하철의 센나야 플로샤디역과 테흐놀로기체스키 인스티투트역 사이에서 테러 공격이 급조폭발물을 사용하여 발생했다.[44] 처음에는 7명(범인 포함)이 사망한 것으로 보고되었으나, 이후 부상으로 8명이 추가 사망하여 총 15명이 사망했다.[45][46][47][48][49] 최소 45명이 부상당했다.[50][51] 폭발 장치는 서류 가방에 담겨 있었다.[50] 플로샤디 보스타니야 지하철역에서 두 번째 폭발 장치가 발견되어 해체되었다.[48] 용의자는 키르기스스탄에서 태어난 우즈베크인 출신의 러시아 시민 아크바르존 잘리로프로 밝혀졌다.[52] 공격 이전에 체첸 분리주의자들은 러시아에서 여러 차례 테러 공격을 감행했다. 2016년 ISIS는 시리아 내 러시아의 군사 개입으로 인해 상트페테르부르크를 표적으로 삼을 계획을 세웠고, 이로 인해 체포가 이루어졌다.[53] 러시아에서 대중교통 시스템이 폭탄 테러를 당한 것은 2010년 모스크바 지하철 폭탄 테러 이후 처음이었다.[54] 이 사건 이전에 ISIS 선전물이 유포되고 있었다. 이는 지지자들이 모스크바에 공격을 가하도록 부추겼다. ISIS 선전물은 푸틴의 머리에 총알 구멍이 나 있는 모습과 공격 전 유포된 포스터에서 무너지는 크렘린을 보여주며 "우리는 러시아를 불태울 것이다"라는 메시지를 담고 있었다.[55]
- 2017년 4월 22일, 러시아 하바롭스크 시의 연방보안국 사무실에서 공격으로 두 명이 총에 맞아 사망했다. 총격범도 사망했다. 러시아 연방보안국은 18세의 현지 범인이 신나치주의 단체의 알려진 조직원이었다고 밝혔다.[56]
- 2017년 12월 27일, 상트페테르부르크의 한 슈퍼마켓에서 폭탄이 폭발하여 13명이 부상당했다. 블라디미르 푸틴은 이를 테러 공격이라고 묘사했다.[57]

#### 2019
2019년 한 해 동안 러시아에서 여러 테러 사건이 발생했다.
- 3월 13일, 두 명의 범인이 스타브로폴 슈파코프스키 지구에서 심문을 위해 멈춰 세워졌을 때 연방보안국 (FSB) 요원들을 자동 무기와 수류탄으로 공격했다. 두 범인은 대치 중에 사살되었다. 나중에 러시아 당국은 이들이 ISIS와 연계되어 테러 공격을 계획하고 있었다고 보고했다.[58]
- 4월 8일, ISIS는 모스크바 근처 도시 콜롬나에서 폭발을 일으켰다고 (주장)했다. 이 공격으로 인명 피해는 발생하지 않았다.[58]
- 7월 1일, ISIS는 체첸 아츠호이-마르토놉스키 지구의 검문소에서 경찰관을 칼로 찔러 살해한 공격에 대한 책임을 주장했다. 공격자는 다른 경찰관들에게 수류탄을 던지려다 총에 맞아 사망했다.[58]
- 12월 19일, 모스크바 지역에 거주하는 누군가가 모스크바 FSB 본부 근처에서 총격을 가해 2명 사망, 4명 부상 등 총 6명의 사상자를 냈다. 이후 총격범은 예브게니 마뉴로프(39세, 전 경비원)로 확인되었고 현장에서 사살되었다.[58]

#### 2021
독일 법원은 러시아 요원 바딤 크라시코프에게 젤림칸 한고슈빌리 살해 혐의로 종신형을 선고했으며, 판사는 이를 "국가 테러리즘"이라고 불렀다.

#### 2023
4월 2일 상트페테르부르크 카페에서 폭발이 발생했다.

#### 2024
3월 22일, ISIS-K로도 알려진 이슬람 국가 호라산 지부 소속의 네 명의 총격범이 모스크바주 서쪽 경계에 있는 도시 크라스노고르스크의 크로쿠스 시티홀 음악 공연장에서 대중에게 총격을 가한 후 불을 질렀다. ISIS는 이 공격에 대한 책임을 주장했다.
2024년 6월 23일, 텔레그램 채널 바자(Baza)는 데르벤트 시의 레닌 거리에 있는 정교회 성모 탄원 교회에 대한 테러 공격을 보도했다. 얼마 지나지 않아 지역 수도인 마하치칼라에서도 유사한 공격이 발생했다. 다게스탄 공화국 수장 세르게이 멜리코프는 공격이 실제로 일어났음을 확인했다.

### 국가 테러리즘에 대한 비난
1991년 소련의 붕괴 이후, 러시아 연방 정부는 자국의 정치적 목표를 달성하기 위해 국내외에서 테러 활동을 지원하거나 선동했다는 비난을 자주 받아왔다.
전 FSB 요원 알렉산드르 리트비넨코, 존스 홉킨스 대학교 및 후버 연구소 학자 데이비드 새터, 러시아 의원 세르게이 유셴코프, 역사가 유리 펠슈틴스키, 정치학자 블라디미르 프리빌로프스키 그리고 전 KGB 장군 올레그 칼루긴은 러시아 아파트 폭탄 테러가 사실 체첸에서 군사 활동 재개를 정당화하고 블라디미르 푸틴과 FSB를 집권시키기 위해 FSB(KGB의 후신)가 저지른 "위장술책 작전" 공격이라고 주장했다. FSB 요원들은 실제로 이 사건에서 잠시 체포되었지만, 범죄 현장에 있었던 그들의 존재는 "훈련"으로 설명되었다. 이러한 견해는 철학자 로버트 브루스 웨어와 리처드 사크와에 의해 반박되었지만, 역사가 에이미 나이트 및 카렌 다비샤에 의해 지지되었다.
전 FSB 요원 알렉산드르 리트비넨코와 수사관 미하일 트레파시킨은 체첸 FSB 요원이 2002년 모스크바 극장 인질극을 지시했다고 주장했다.
2016년 5월, 로이터는 "러시아가 국내 급진주의자들을 시리아에서 싸우도록 허용한 방법"이라는 제목의 특별 보고서를 발표했는데, 이 보고서는 직접적인 증거를 바탕으로 적어도 2012년부터 2014년까지 러시아 정부 기관이 러시아 급진주의자들과 무장 세력들이 러시아를 떠나 터키로 가서 시리아로 가도록 돕고 장려하는 프로그램을 운영했다고 밝혔다. 해당 인물들은 지하디스트 그룹에 합류했으며, 일부는 ISIS와 싸웠다. 보고서에 따르면 목표는 국내 이슬람 테러리즘의 위험을 근절하는 것이었지만, 러시아 보안 당국은 테러리스트들이 러시아를 떠나도록 장려한 것을 부인한다.

## 테러 혐의 조사 및 기소
러시아 당국은 진정한 수사 노력을 기울이는 대신 고문을 사용하여 테러 혐의자로부터 자백을 강요하는 것이 일상적이다. 뱌체슬라프 이즈마일로프에 따르면, 2005년 체첸에서 기자 및 국제 NGO 회원들을 대상으로 한 테러 납치 사건은 자유 유럽 라디오의 안드레이 바비츠키와 국경 없는 의사회의 아르얀 에르켈 및 케네스 글랙을 포함하여 FSB 요원들이 조직했다.
탐사 보도 기자 율리아 라티니나는 러시아 보안 기관이 실제 테러 공격을 조사하는 대신 허위 테러 공격을 조작하여 사건 해결에서 거짓 성공을 보고했다고 비난했다.
러시아는 대테러 및 극단주의 방지법을 남용하는 것으로 알려져 있다. 2020년 2월 10일, 러시아 아나키스트 및 반파시스트 운동가 7명이 조작된 테러 혐의로 6년에서 18년형을 선고받았다. 이 운동가들은 "러시아 정부를 전복"하려는 목적으로 펜자의 "더 셋"이라는 테러 조직의 일원이라는 혐의를 받았다.

## 국제 협력
2019년 12월, 러시아 대통령 블라디미르 푸틴은 상트페테르부르크에서 테러 공격을 막는 데 도움이 된 정보 제공에 대해 미국 대통령 도널드 트럼프에게 감사를 표했다.

## 같이 보기
- 러시아의 극우 정치
- 사회혁명당 전투 조직
- 키즐랴르 습격
- 러시아의 우익 테러리즘
- 국가 테러리즘#벨라루스
- 국가 지원 테러리즘#러시아
- 러시아 연방 테러 및 극단주의 조직 목록
- 유럽의 이슬람 테러리즘
- 테러 사건 목록
- 유럽의 테러리즘
- 미국의 테러리즘
  - 미국의 국내 테러리즘
  - 미국 테러 공격 연표
- 힌두교 테러리즘
  - 인도에서 기독교인에 대한 폭력
- 테러리즘의 정의
- 테러리즘의 역사
- 좌익 테러리즘
- 민족주의 테러리즘
- 종교 테러리즘
- 확률적 테러리즘

## 더 읽어보기
- Tenzer, Nicolas (2022년 7월 29일). “Putin's Russia is a Terrorist State: Should it be Written into Law?”. 《Tenzer Strategics》 (영어). 2022년 8월 2일에 확인함.